# Isaac Wacklin
Isaac Wacklin, född 1720 i Uleåborg, död 9 september 1758 i Stockholm, var en svensk porträttmålare.

## Biografi
Isaac Wacklin var son till postmästaren Michael Wacklin och Helena Paldanius och från 1755 gift med Magdalena Losch samt farbror till Henric Wacklin.
Wacklin har länge varit en gåta för forskare och konsthistoriker. En forskargrupp vid Ateneum har sedan 2005 studerat konstnärens öde.

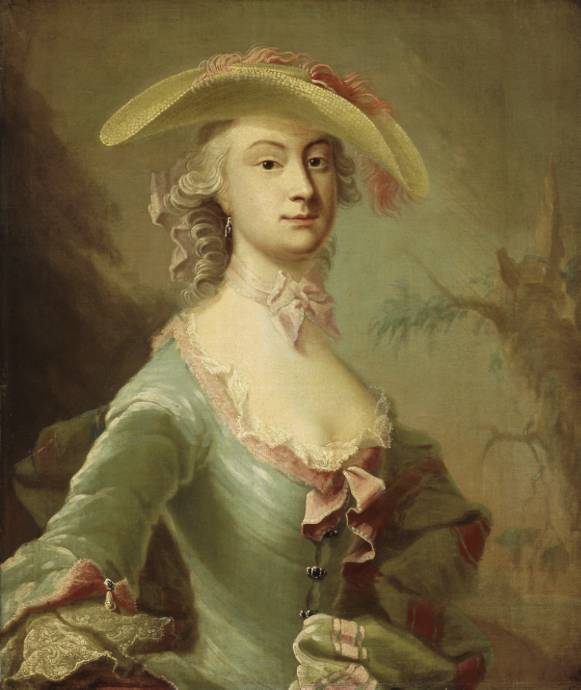
Miss Heckford av Isaac Wacklin, Statens konstmuseum, 1757.

Wacklin studerade porträttmålning för Lorentz Pasch i Stockholm mellan 1731 och 1734. Han utbildade sig vidare hos Pilo i Köpenhamn där han en tid även var verksam. Han ansökte hos Hallrätten i Stockholm att få arbeta som fri konstnär 1742 och visade i samband med sin ansökan upp prov på sitt porträttmåleri och lovade att återkomma med provstycken av tapetmåleri som han enligt egen utsago lärt sig i Sankt Petersburg. Till Stockholm hade Wacklin kommit som flykting via Villmanstrand och Fredrikshamn eftersom det rådde krig mellan Ryssland och Sverige 1741. Under våren 1743 ansökte han om hjälp från Hallrätten eftersom han hade svårt att hitta sin utkomst. Senare under året ansökte han om pass för att resa till Sankt Petersburg och där som tapetmålare kunna försörja sin familj, vilket han inte kunde göra i Finland. I slutet av 1740-talet var han verksam i Danmark där han bland annat målade ett porträtt av Jørgen Wichmand 1749 men den närmaste tiden därefter har man inga säkra uppgifter var Wacklin var, men av signerade arbeten vet man att han var verksam i Köpenhamn 1753–1754 och troligen har han vistats många år i Danmark. Han återvände till Stockholm 1754 och reste vidare till Finland 1755 för att året efter återvända till Stockholm. Man vet även att han 1757 besökte England och där utförde några porträtt.

## Konstnärskap
Wacklin var den första professionella konstnären i Finland. Han målade porträtt, särskilt i slutet av 1750-talet, och tillsammans med Nils Schillmark var han en av de tidiga finska landskapsmålarna. Han var också den enda representanten för den finska rokokon. Hans rokokomålningar gick i mörka färger och hans porträttmålningar skildrar ofta figurerna med ett ovalt huvud, smala ögon och en lång näsa.
Som de flesta professionella konstnärer på den tiden använde Wacklin skiktbeläggningsteknik i sina målningar, som visar tydlig påverkan av Pilo.
36 kända målningar av hans hand finns bevarade, men det kan fortfarande finnas oidentifierade verk även i Sverige. Av de kända verken finns 27 där nuvarande vistelseort för målningen och ägaren är känd. Hans målningar finns i finska museer och privata samlingar som Ateneum, Gyllenbergs stiftelse, Österbottens museum och Finlands nationalmuseum som har 19 målningar. Utanför Finland finns kända målningar på bland annat på Nationalmuseum i Stockholm, Gävle museum, Vallby friluftsmuseum i Västerås och Frederiksborgs slott i Danmark.